# Деперо, Фортунато
Фортуна́то Депе́ро (итал. Fortunato Depero; 30 марта 1892[…], Фондо, Трентино-Альто-Адидже — 29 ноября 1960[…], Роверето, Трентино-Альто-Адидже) — итальянский художник, дизайнер, скульптор, сценограф

,  художник по костюмам

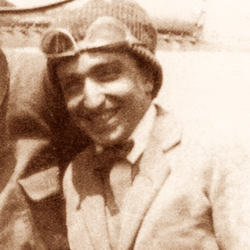
Фортунато Деперо. 1922

 и поэт футуристического направления.

## Жизнь и творчество
Первые художественные работы Ф. Деперо относятся к 1907 году. В 1910 году он работает художником-декоратором на ярмарке в Турине, затем каменщиком в Роверето, где жила его семья. 
В 1913 году Деперо приезжает в Рим, где знакомится с футуристами Джакомо Балла и Умберто Боччони. В 1914 году он экспериментирует совместно с Балла в области скульптуры из различных материалов и публикует вместе с ним в 1915 году художественный манифест «Riconstruzione futurista dell`Universo» («Футуристическая реконструкция Вселенной»), согласно которому футуристическое миропонимание отныне должно было охватывать не только область искусства, но и все сферы человеческой деятельности. Претворяя эту заповедь в жизнь, Деперо проявил себя настоящим всесторонним талантом: он выступил и художником, и дизайнером, и скульптором, и графиком, и иллюстратором, и театральным оформителем, и писателем. 
В 1915 году он был принят в группу футуристов. В 1919 году мастер открывает в Роверето Художественный дом футуризма, где изготавливают настенные ковры, занавеси и мебель. 
В начале 1920-х годов Деперо пробует свои силы как художник в коммерческой рекламе (для Кампари и Сан Пеллегрино), разрабатывает театральные костюмы, работает для журналов и как декоратор помещений, участвует во многих художественных выставках.
В 1928—1930 годы Деперо живёт и работает в Нью-Йорке. В 1931 году он издает в Риме альманах «Футурист „Кампари“» где публикует «Mанифест искусства рекламы» («Manifesto dell’Arte pubblicitaria»). Вернувшись на родину, художник поддерживает фашистское правительство Муссолини, в 1943 году он выпускает сборник националистических стихотворений. 
После окончания войны, подвергнутый в Италии травле за свои профашистские убеждения в 1930-е — первой половине 1940-х годов, снова уезжает (в 1947 году) в США, где остаётся до 1949 года. 
Вернувшись назад в Италию, публикует в 1950 году художественный манифест «Pittura e plastica nucleare» («Атомная живопись и скульптура»), возродивший интерес к творчеству художника. 
В 1959 году Фортунато Деперо открывает «Галерею-музей Деперо в Роверето» — первый музей футуристической живописи в Италии.